# 吹越駅
吹越駅（ふっこしえき）は、青森県上北郡横浜町字吹越にある、東日本旅客鉄道（JR東日本）大湊線の駅。

## 歴史
- 1943年（昭和18年）3月20日：開業[2]。
- 1987年（昭和62年）4月1日：国鉄分割民営化によりJR東日本の駅となる[2]。
- 2024年（令和6年）10月1日：えきねっとQチケのサービスを開始[1][3]。

## 駅構造
単式ホーム1面1線を有する地上駅である。
青森駅管理の無人駅である。ホーム上に待合室が設置されている。

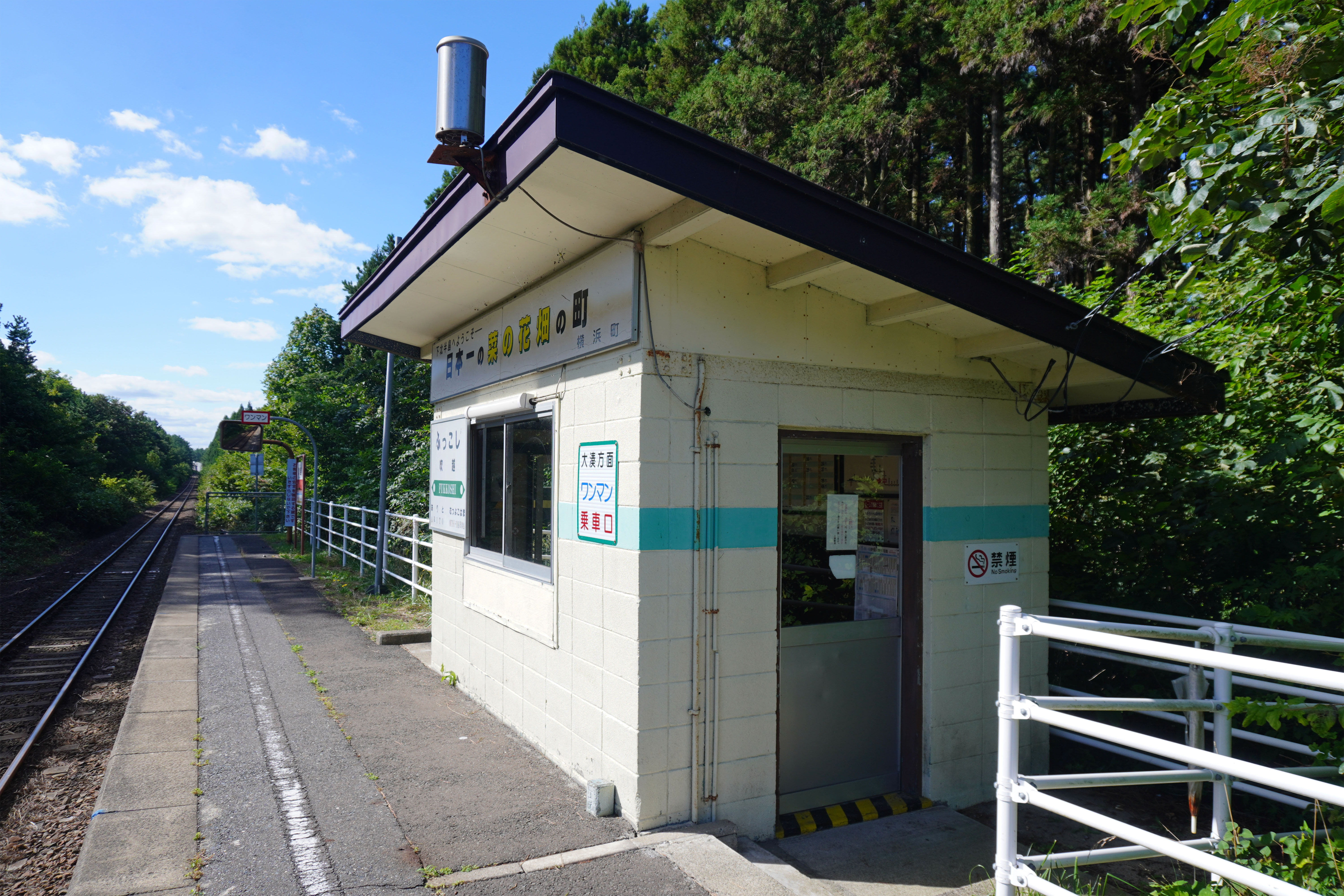
待合室外観（2024年9月）
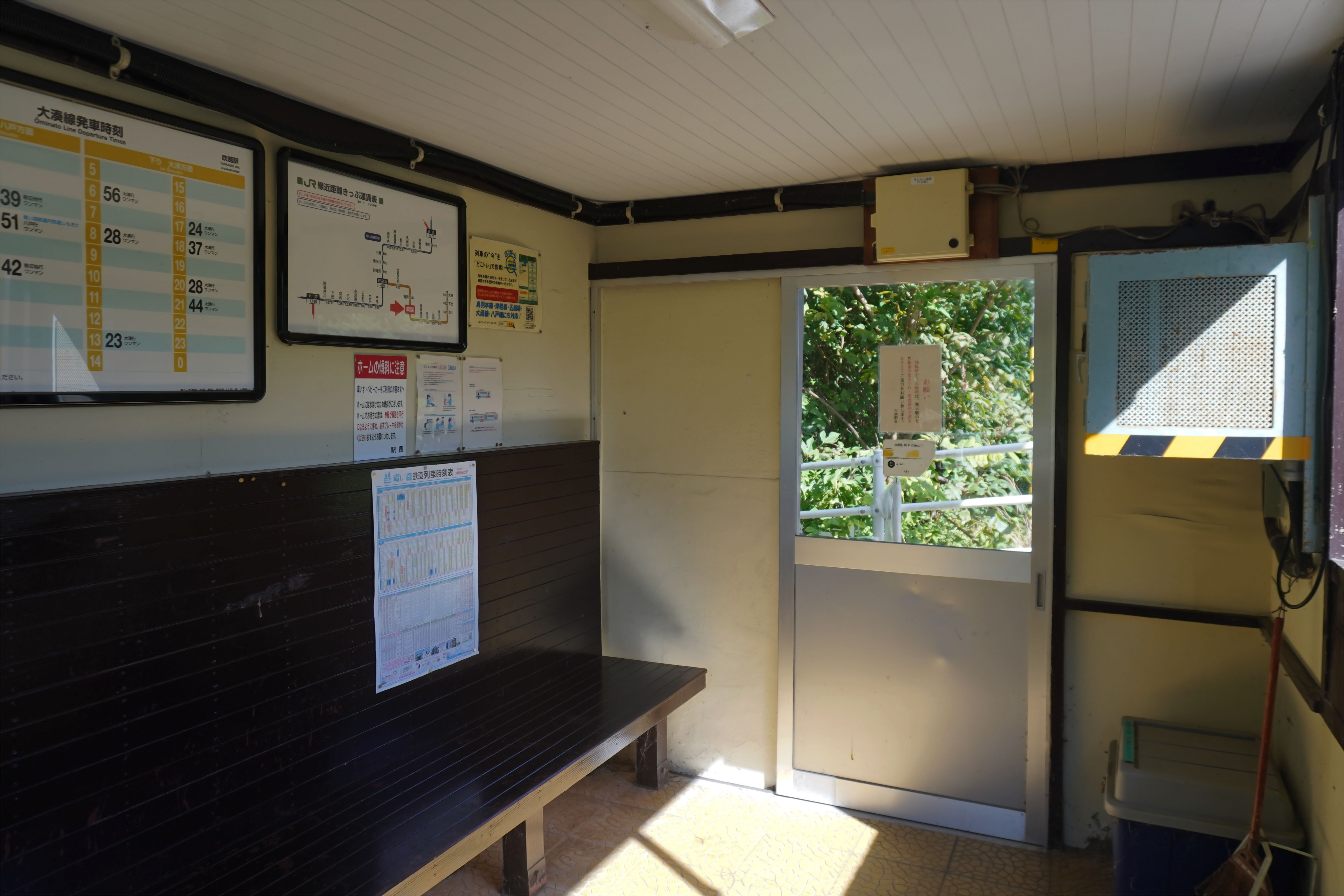
待合室内（2024年9月）

## 駅周辺
- 吹越簡易郵便局
- 国道279号
- 青森県道24号横浜六ケ所線
- 菜の花ロード[4] - 駅東側、大湊線に沿って通る道路の愛称。

## 隣の駅
東日本旅客鉄道（JR東日本）
■大湊線
□快速「しもきた」
通過
■普通
有戸駅 - 吹越駅 - 陸奥横浜駅